# Marcio dos Santos Silva
Marcio dos Santos Silva (nacido el 5 de febrero de 1969) es un exfutbolista brasileño que se desempeñaba como centrocampista.
Jugó para clubes como el Kyoto Purple Sanga (1997).

## Trayectoria

### Clubes
| Club               | País  | Año  |
| ------------------ | ----- | ---- |
| Kyoto Purple Sanga | Japón | 1997 |

## Estadística de carrera

### J. League
| Club               | Año   | J. League | J. League | Copa J. League | Copa J. League | Total | Total |
| Club               | Año   | Part.     | Goles     | Part.          | Goles          | Part. | Goles |
| ------------------ | ----- | --------- | --------- | -------------- | -------------- | ----- | ----- |
| Kyoto Purple Sanga | 1997  | 7         | 1         | 0              | 0              | 7     | 1     |
| Total              | Total | 7         | 1         | 0              | 0              | 7     | 1     |